# El trio infernal
El trio infernal	 (Le Trio infernal ) és una pel·lícula franco- italo-alemanya dirigida per Francis Girod, estrenada el 1974, que relata el cas Sarrejani. Ha estat doblada al català.

## Argument
A la regió de Marsella, M. Sarret, un advocat recargolat i bon parlador, organitza brillants estafes a l'assegurança amb la complicitat de dues germanes alemanyes convertides en les seves amants
El realitzador s'inspira en un llibre que descrivint un succès real per compondre una pel·lícula d'escenificació precisa, entre humor negre i realisme glaçador.

## Repartiment
- Michel Piccoli: Georges Sarret
- Romy Schneider: Philomena Schmidt
- Mascha Gonska: Catherine Schmidt
- Philippe Brizard: Chambon
- Jean Rigaux: Villette
- Monica Fiorentini: Magali
- Hubert Deschamps: Detreuil
- Monique Tarbès: la infermera
- Andréa Ferréol: Noémie
- Francis Claude: El Doctor
- Pierre Dac: El metge de l'assegurança
- Papinou :	Luffeaux
- Luigi Zerbinati
- Jean-Pierre Honoré
- Henri Piccoli: el violonista